# Gmina związkowa Weißenthurm
Gmina związkowa Weißenthurm (niem. Verbandsgemeinde Weißenthurm) – gmina związkowa w Niemczech, w kraju związkowym Nadrenia-Palatynat, w powiecie Mayen-Koblenz. Siedziba gminy związkowej znajduje się w mieście Weißenthurm.

## Podział administracyjny
Gmina związkowa zrzesza siedem gmin, w tym dwie gminy miejskie (Stadt) oraz pięć gmin wiejskich:
1. Bassenheim
2. Kaltenengers
3. Mülheim-Kärlich
4. Sankt Sebastian
5. Urmitz
6. Weißenthurm